# Agiosimandro
El agiosimandro es un instrumento del que se servían los sacerdotes de la iglesia griega durante el Imperio otomano para convocar a los fieles a los oficios divinos. Consistía en una tabla de arce que tocaban con un martillo; sustituía, pues, a las campanas, cuyo uso estaba prohibido por los turcos para impedir que fueran señal de alguna revolución. 
Hoy todavía está en uso en algunas comarcas de Grecia, llevando también el nombre de simandro o simandra.
- Datos: Q5659870